# Blé de printemps
Le blé de printemps est une catégorie de blé très utilisée en Russie, Ukraine, Canada et au nord des États-Unis.

## Définition
Le blé de printemps est semé au printemps et signale les pays à hiver plus rude. La différence principale avec le blé d'hiver est que le blé de printemps supporte assez difficilement les températures basses. Le blé de printemps n'a pas besoin de vernalisation, il y a peu ou pas de tallage. C'est grâce à lui que la Sibérie occidentale et le Canada sont devenus de gros producteurs.
La classification en blé d'hiver ou blé de printemps est commune et se réfère traditionnellement à la période pendant laquelle la plante est cultivée dans l'hémisphère Nord. Dans les régions qui connaissent des hivers doux, comme l'Asie méridionale (Inde, Pakistan, Népal, Bangladesh), l'Afrique du Nord, le Moyen-Orient et à des latitudes plus basses (par exemple Sonora au Mexique), le blé de printemps (ne nécessitant pas une période de vernalisation) est également semé à l'automne (novembre / décembre) et récolté l'année suivante à la fin du printemps (avril - mai). Ce "blé de printemps", semé en automne et poussant pendant tout l'hiver, est parfois appelé improprement « blé d'hiver ». Il diffère du véritable blé de printemps de Russie, Ukraine, Canada et du nord des États-Unis.

## Zones de production
Le blé de printemps est actuellement l’une des principales cultures au Canada, où sa superficie exploitée dépasse les neuf millions d’hectares. Plus de 175 variétés de blé de printemps réparties en 12 classes sont cultivées au Canada. La majeure partie de la production canadienne provient de l’Alberta, de la Saskatchewan et du Manitoba.

## Histoire

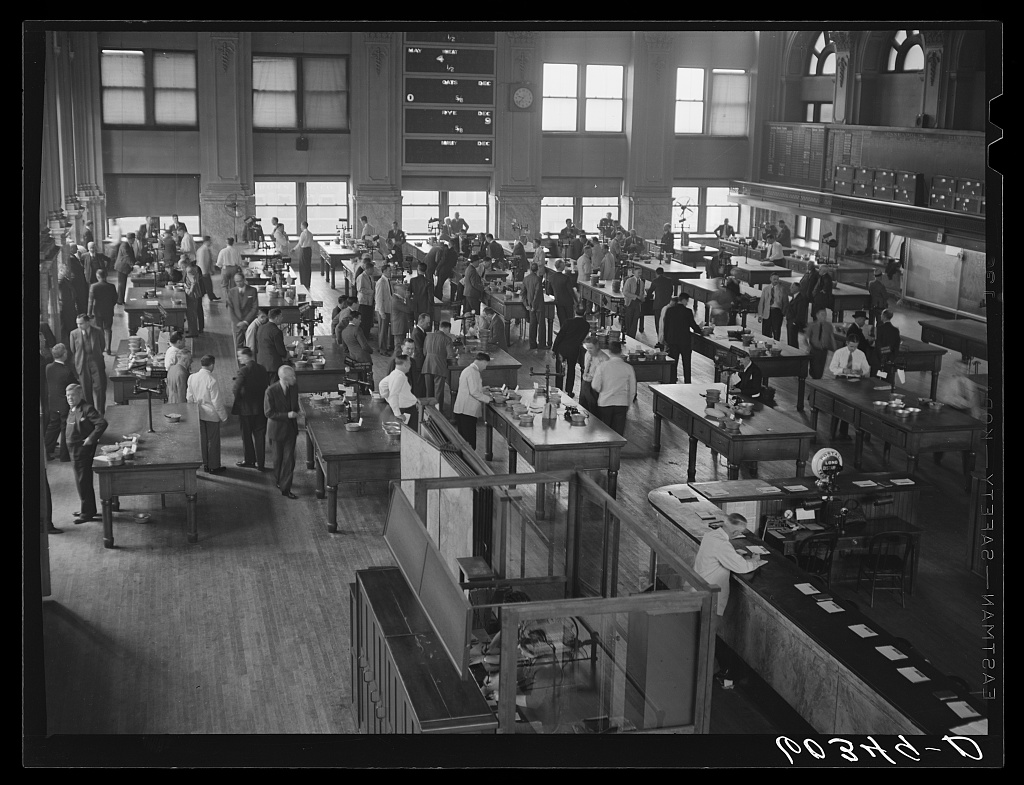
Le blé de printemps est le contrat-vedette, lancé dès 1883, sur le marché à terme de Minneapolis (photo de 1939).

Au XIXe siècle, les immigrants scandinaves, russes et ukrainiens du pourtour des Grands Lacs, en particulier au Canada (Manitoba, Saskatchewan et Alberta) mais aussi dans le Minnesota et le Dakota du Nord, tentent d'y faire pousser des blés de printemps, plus résistants aux rudes hivers. Ils les importent d'Ukraine et de Russie.
Dès 1812, une vingtaine d'écossais menés par Thomas Douglas (5e comte de Selkirk) sèment du blé d'hiver 160 000 milles carrés de la Compagnie de la baie d'Hudson, au confluent des rivières Rouge et Assiniboine, mais échouent. Dave Fife a commencé à cultiver en 1842 le "Red Fife", première variété panifiable, à Peterborough (Ontario). Il est vite remplacé par un blé russe, le "Ladoga", qui  mûrit huit à dix jours plus tôt, se plaçant à l'abri des gels précoces.
Le premier contrat à terme sur le blé dur rouge de printemps fut lancé avec beaucoup de succès, en 1883, sur le Minneapolis Grain Exchange créé en 1881 à Minneapolis, l'année où la ville dépasse pour la première fois Saint-Louis (Missouri) pour le tonnage de farine produite.